# R. Holland Duell

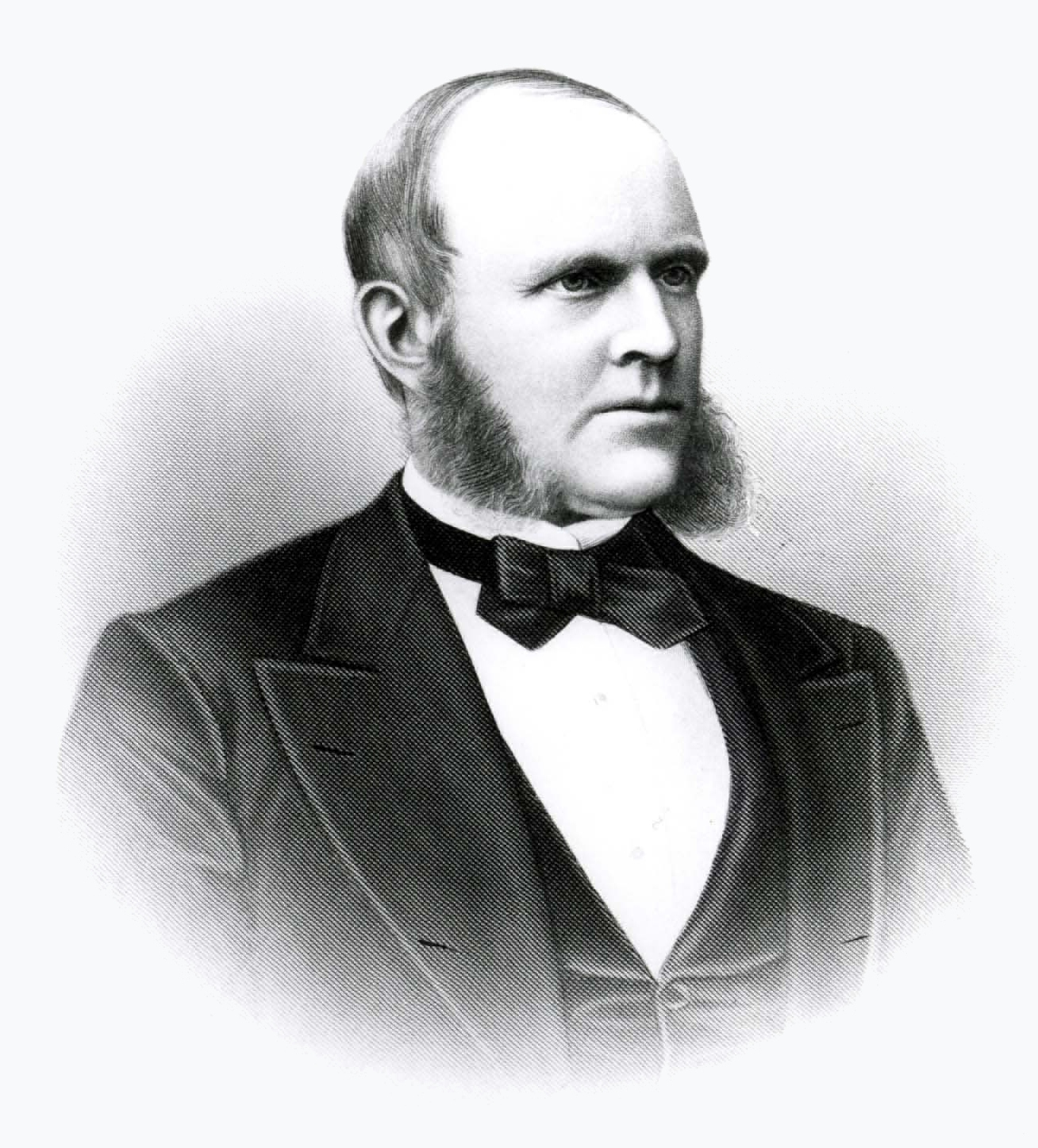
R. Holland Duell

Rodolphus Holland Duell (* 20. Dezember 1824 in Warren, New York; † 11. Februar 1891 in Cortland, New York) war ein US-amerikanischer Jurist und Politiker. Zwischen 1859 und 1863 sowie zwischen 1871 und 1875 vertrat er den Bundesstaat New York im US-Repräsentantenhaus.

## Werdegang
Rodolphus Holland Duell wurde ungefähr zehn Jahre nach dem Ende des Britisch-Amerikanischen Krieges im Herkimer County geboren. Er schloss seine Vorstudien ab. Danach studierte er Jura. Nach dem Erhalt seiner Zulassung als Anwalt 1845 begann er in Fabius zu praktizieren. Er zog 1847 nach Cortland. Zwischen 1850 und 1855 war er Bezirksstaatsanwalt im Cortland County und zwischen 1855 und 1859 Richter dort. Politisch gehörte er der Republikanischen Partei an.
Bei den Kongresswahlen des Jahres 1858 für den 36. Kongress wurde Duell im 21. Wahlbezirk von New York in das US-Repräsentantenhaus in Washington, D.C. gewählt, wo er am 4. März 1859 die Nachfolge von Henry Bennett antrat. Nach einer Wiederwahl schied er nach dem 3. März 1863 aus dem Kongress aus. Im 37. Kongress hatte er den Vorsitz über das Committee on Revolutionary Claims.
Nach seiner Kongresszeit ging er in Cortland wieder seiner Tätigkeit als Anwalt nach. Ferner war er zwischen 1869 und 1871 Assessor für das Steueraufkommen im 23. Distrikt von New York.
1870 kandidierte er im 23. Wahlbezirk von New York für den 42. Kongress. Nach einer erfolgreichen Wahl trat er am 4. März 1871 die Nachfolge von Dennis McCarthy an. Bei den Kongresswahlen des Jahres 1872 für den 43. Kongress wurde er im 24. Wahlbezirk von New York in das US-Repräsentantenhaus gewählt, wo er am 4. März 1873 die Nachfolge von John E. Seeley antrat. Er schied nach dem 3. März 1875 aus dem Kongress aus. Im 43. Kongress hatte er der Vorsitz über das Committee on Expenditures on Public Buildings.
Präsident Ulysses S. Grant ernannte ihn am 1. Oktober 1875 zum United States Commissioner of Patents – eine Stellung, die er bis zum 30. Januar 1877 innehatte. Danach ging er in Cortland wieder seiner Tätigkeit als Anwalt nach, wo er am 11. Februar 1891 verstarb. Sein Leichnam wurde dann auf dem Cortland Rural Cemetery beigesetzt.